# 55561 Маденберґ
55561 Маденберґ (55561 Madenberg) — астероїд головного поясу, відкритий 9 січня 2002 року Бертоном Л. Стівенсом.
Тіссеранів параметр щодо Юпітера — 3,584.